# ترامپ: هنر معامله
ترامپ: هنر معامله (انگلیسی: Trump: The Art of the Deal) کتابی منتشر شده در سال ۱۹۸۷ اثر میلیاردر آمریکایی دونالد ترامپ و تونی شوارتز (روزنامه‌نگار) و قسمتی از آن خاطرات و قسمتی دیگر توصیه‌های کسب و کاری است. این کتاب به جایگاه نخست در فهرست کتب پرفروش نیو یورک تایمز رسید و به مدت ۵۱ هفته در این فهرست بود.
این نخستین کتابِ دونالد ترامپ است. این کتاب طی کمپین ریاست‌جمهوری دونالد ترامپ، ۲۰۱۶ مورد توجه قرار گرفت؛ ترامپ از آن به عنوان یکی از افتخارآمیزترین دستاوردهایش و دومین کتاب مورد علاقه وی پس از انجیل یاد کرد. در حالی که تونی شوارتز از کار کردن روی کتاب ابراز تأسف کرد؛ او به همراه ناشر کتاب هوارد کامینسکی اعلام کردند که ترامپ نقشی در نوشتن متن کتاب نداشته‌است. خودِ ترامپ ادعاهای متناقضی دربارهٔ نقش خود در نوشتن کتاب ابراز کرده‌است.